# Dr. Jekyll și Mr. Hyde (filmul lui Haydon din 1920)
Dr. Jekyll și Mr. Hyde (Dr. Jekyll and Mr. Hyde) este un film de groază britanic din 1920 regizat de J. Charles Haydon. Rolul principal este interpretat de actorul Sheldon Lewis.

## Distribuție
- Sheldon Lewis
- Alex Shannon
- Dora Mils Adams
- Gladys Field
- Harold Foshay
- Leslie Austin